# Kristina Barrois

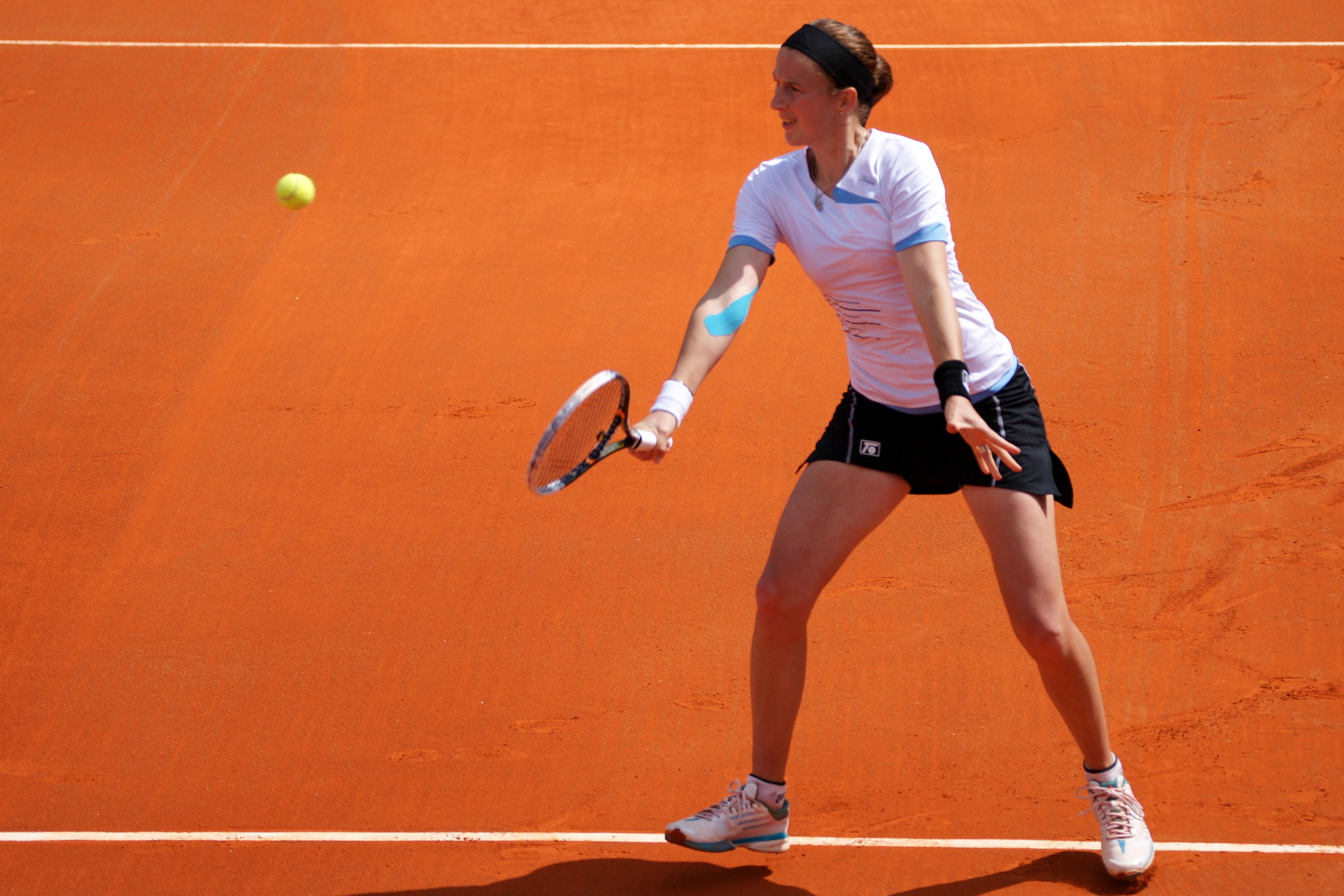
Kristina Barrois à l'Open GDF Suez de Cagnes-sur-Mer Alpes-Maritimes 2012.

Kristina Barrois, née le 30 septembre 1981 à Ottweiler, est une joueuse de tennis allemande, professionnelle depuis 2005.
Sa surface de prédilection est le dur. Elle est entraînée par Patrick Schmidt.

## Palmarès

### Titre en simple dames
Aucun

### Finales en simple dames
| No | Date       | Nom et lieu du tournoi                   | Catégorie | Dotation  | Surface      | Vainqueure      | Score    |          |
| -- | ---------- | ---------------------------------------- | --------- | --------- | ------------ | --------------- | -------- | -------- |
| 1  | 17-05-2010 | Internationaux de Strasbourg, Strasbourg | Intern'l  | 220 000 $ | Terre (ext.) | Maria Sharapova | 7-5, 6-1 | Parcours |
| 2  | 25-04-2011 | Estoril Open, Estoril                    | Intern'l  | 220 000 $ | Terre (ext.) | Anabel Medina   | 6-1, 6-2 | Parcours |

### Titre en double dames
| No | Date       | Nom et lieu du tournoi          | Catégorie | Dotation  | Surface    | Partenaire       | Finalistes                        | Score            |          |
| -- | ---------- | ------------------------------- | --------- | --------- | ---------- | ---------------- | --------------------------------- | ---------------- | -------- |
| 1  | 13-10-2014 | BGL BNP Paribas Open Luxembourg | Intern'l  | 250 000 $ | Dur (int.) | Timea Bacsinszky | Lucie Hradecká Barbora Krejčíková | 3-6, 6-4, [10-4] | Parcours |

### Finales en double dames
| No | Date       | Nom et lieu du tournoi                | Catégorie | Dotation  | Surface      | Vainqueures                        | Partenaire       | Score     |          |
| -- | ---------- | ------------------------------------- | --------- | --------- | ------------ | ---------------------------------- | ---------------- | --------- | -------- |
| 1  | 18-04-2011 | Porsche Tennis Grand Prix Stuttgart   | Premier   | 721 000 $ | Terre (int.) | Sabine Lisicki Samantha Stosur     | Jasmin Wöhr      | 6-1, 7-65 | Parcours |
| 2  | 15-07-2013 | Nürnberger Gastein Ladies Bad Gastein | Intern'l  | 235 000 $ | Terre (ext.) | Sandra Klemenschits Andreja Klepač | Eléni Daniilídou | 6-1, 6-4  | Parcours |
| 3  | 14-10-2013 | BGL BNP Paribas Open Luxembourg       | Intern'l  | 235 000 $ | Dur (int.)   | Stephanie Vogt Yanina Wickmayer    | Laura Thorpe     | 7-62, 6-4 | Parcours |

## Parcours en Grand Chelem

### En simple dames
| Année | Open d'Australie                                    | Open d'Australie                                 | Internationaux de France                          | Internationaux de France                                | Wimbledon                                       | Wimbledon       | US Open                                            | US Open           |
| ----- | --------------------------------------------------- | ------------------------------------------------ | ------------------------------------------------- | ------------------------------------------------------- | ----------------------------------------------- | --------------- | -------------------------------------------------- | ----------------- |
| 2006  | Q1 \|\| style="text-align:left" \| Eva Hrdinová     | Q2 \|\| style="text-align:left" \| Kathrin Wörle | 1er tour (1/64)                                   | Shenay Perry                                            | 1er tour (1/64)                                 | Amélie Mauresmo |                                                    |                   |
| 2007  | Q3 \|\| style="text-align:left" \| Sandra Záhlavová | —                                                | —                                                 | Q1 \|\| style="text-align:left" \| María Emilia Salerni | —                                               | —               |                                                    |                   |
| 2008  | —                                                   | —                                                | Q3 \|\| style="text-align:left" \| Zheng Jie      | Q3 \|\| style="text-align:left" \| Viktoriya Kutuzova   | Q3 \|\| style="text-align:left" \| Hsieh Su-wei |                 |                                                    |                   |
| 2009  | 1er tour (1/64)                                     | Elena Dementieva                                 | 2e tour (1/32)                                    | Victoria Azarenka                                       | 1er tour (1/64)                                 | Zheng Jie       | 2e tour (1/32)                                     | Dinara Safina     |
| 2010  | 2e tour (1/32)                                      | Samantha Stosur                                  | 1er tour (1/64)                                   | Tathiana Garbin                                         | 2e tour (1/32)                                  | Justine Henin   | 1er tour (1/64)                                    | A. Pavlyuchenkova |
| 2011  | 2e tour (1/32)                                      | A. Pavlyuchenkova                                | 1er tour (1/64)                                   | Sania Mirza                                             | 1er tour (1/64)                                 | Petra Cetkovská | 1er tour (1/64)                                    | Julia Görges      |
| 2012  | 1er tour (1/64)                                     | Michaëlla Krajicek                               | Q1 \|\| style="text-align:left" \| Leticia Costas | Q1 \|\| style="text-align:left" \| Kathrin Wörle        | -                                               | -               |                                                    |                   |
|       |                                                     |                                                  |                                                   |                                                         |                                                 |                 |                                                    |                   |
| 2014  | —                                                   | —                                                | —                                                 | —                                                       | —                                               | —               | Q1 \|\| style="text-align:left" \| Olivia Rogowska |                   |

À droite du résultat, l’ultime adversaire.

### En double dames
| Année | Open d'Australie                | Open d'Australie            | Internationaux de France      | Internationaux de France    | Wimbledon                      | Wimbledon                 | US Open                         | US Open                     |
| ----- | ------------------------------- | --------------------------- | ----------------------------- | --------------------------- | ------------------------------ | ------------------------- | ------------------------------- | --------------------------- |
| 2009  | 1er tour (1/32) T. Garbin       | A.-L. Grönefeld P. Schnyder | 1er tour (1/32) A. Keothavong | A.-L. Grönefeld P. Schnyder | 1/4 de finale T. Garbin        | S. Stosur R. Stubbs       | 1er tour (1/32) T. Garbin       | Chan Y.-j. K. Srebotnik     |
| 2010  | -                               | -                           | 1er tour (1/32) S. Bammer     | A. Hlaváčková L. Hradecká   | 3e tour (1/8) A. Amanmuradova  | J. Görges A. Szávay       | 1er tour (1/32) A. Amanmuradova | I. Benešová B. Strýcová     |
| 2011  | 1er tour (1/32) A. Kerber       | A.-L. Grönefeld P. Schnyder | 2e tour (1/16) J. Larsson     | Sania Mirza E. Vesnina      | 2e tour (1/16) A.-L. Grönefeld | I. Benešová B. Strýcová   | 2e tour (1/16) A.-L. Grönefeld  | D. Hantuchová A. Radwańska  |
| 2012  | 1er tour (1/32) A.-L. Grönefeld | V. King Y. Shvedova         | 1er tour (1/32) D. Jurak      | Květa Peschke K. Srebotnik  | 2e tour (1/16) V. Diatchenko   | Y. Shvedova G. Voskoboeva | -                               | -                           |
| 2014  | -                               | -                           | 2e tour (1/16) A. Beck        | M. Erakovic A. Parra        | 3e tour (1/8) S. Vögele        | A. Hlaváčková Zheng J.    | 1er tour (1/32) A. Beck         | J. Gajdošová A. Tomljanović |

Sous le résultat, la partenaire ; à droite, l’ultime équipe adverse.

## Parcours en «Premier Mandatory» et «Premier 5»
Découlant d'une réforme du circuit WTA inaugurée en 2009, les tournois WTA « Premier Mandatory » et « Premier 5 » constituent les catégories d'épreuves les plus prestigieuses, après les quatre levées du Grand Chelem.

### En simple dames
| Année |              | Premier Mandatory           | Premier Mandatory             | Premier Mandatory | Premier Mandatory |       | Premier 5 | Premier 5                | Premier 5  | Premier 5 | Premier 5 | Premier 5 | Premier 5 |
| Année | Indian Wells | Miami                       | Madrid                        | Pékin             |                   | Dubaï | Rome      | Canada                   | Cincinnati |           | Tokyo     |           |           |
| Année | Indian Wells | Miami                       | Madrid                        | Pékin             |                   | Doha  | Rome      | Canada                   | Cincinnati |           | Wuhan     |           |           |
| Année | Indian Wells | Miami                       | Madrid                        | Pékin             |                   |       | Rome      | Canada                   | Cincinnati |           |           |           |           |
| 2009  |              | 3e tour (1/16) A. Szávay    |                               |                   |                   |       |           |                          |            |           |           |           |           |
| 2010  |              | 1er tour (1/64) V. Razzano  | 1er tour (1/64) M. Koryttseva |                   |                   |       |           |                          |            |           |           |           |           |
| 2011  |              | 1er tour (1/64) L. Šafářová | 1er tour (1/64) P. Martić     |                   |                   |       |           | 1er tour (1/32) Zheng J. |            |           |           |           |           |
| 2012  |              | 1er tour (1/64) S. Mirza    |                               |                   |                   |       |           |                          |            |           |           |           |           |

Sous le résultat, l’ultime adversaire.

### En double dames
| Année | Premier Mandatory | Premier Mandatory | Premier Mandatory | Premier Mandatory | Premier Mandatory | Premier Mandatory | Premier Mandatory | Premier Mandatory     | Premier 5            | Premier 5                | Premier 5           | Premier 5 | Premier 5 | Premier 5 | Premier 5 | Premier 5                  | Premier 5        | Premier 5  | Premier 5 | Premier 5 | Premier 5 | Premier 5 |
| Année | Indian Wells      | Indian Wells      | Miami             | Miami             | Madrid            | Madrid            | Pékin             | Pékin                 | Dubaï                | Dubaï                    | Doha                | Doha      | Rome      | Rome      | Canada    | Canada                     | Cincinnati       | Cincinnati | Tokyo     | Tokyo     | Wuhan     | Wuhan     |
| ----- | ----------------- | ----------------- | ----------------- | ----------------- | ----------------- | ----------------- | ----------------- | --------------------- | -------------------- | ------------------------ | ------------------- | --------- | --------- | --------- | --------- | -------------------------- | ---------------- | ---------- | --------- | --------- | --------- | --------- |
| 2011  |                   |                   |                   |                   |                   |                   |                   |                       |                      |                          |                     |           |           |           |           |                            |                  |            |           |           |           |           |
| —     | —                 | —                 | —                 | —                 | —                 | —                 | —                 | 1er tour (1/16) Malek | Gajdošová Zakopalová |                          |                     | —         | —         | —         | —         | 1er tour (1/16) Zakopalová | Grandin Uhlířová | —          | —         |           |           |           |
| 2012  |                   |                   |                   |                   |                   |                   |                   |                       |                      |                          |                     |           |           |           |           |                            |                  |            |           |           |           |           |
| —     | —                 | —                 | —                 | —                 | —                 | —                 | —                 |                       |                      | 1/2 finale Grönefeld     | Huber Raymond       | —         | —         | —         | —         | —                          | —                | —          | —         |           |           |           |
| 2013  |                   |                   |                   |                   |                   |                   |                   |                       |                      |                          |                     |           |           |           |           |                            |                  |            |           |           |           |           |
| —     | —                 | —                 | —                 | —                 | —                 | —                 | —                 |                       |                      | 2e tour (1/8) Daniilídou | Errani Vinci        | —         | —         | —         | —         | —                          | —                | —          | —         |           |           |           |
| 2014  |                   |                   |                   |                   |                   |                   |                   |                       |                      |                          |                     |           |           |           |           |                            |                  |            |           |           |           |           |
|       |                   |                   |                   |                   |                   |                   |                   |                       |                      | 1er tour (1/16) Thorpe   | Garcia Kalashnikova |           |           |           |           |                            |                  |            |           |           |           |           |

N.B. : le nom de la partenaire se trouve sous le résultat ; le nom des ultimes adversaires se trouve à droite.

## Parcours en Fed Cup
| #                                                              | Date       | Lieu      | Surface      | Gagnante(s)             | Perdante(s)                      | Score    |          |
|                                                                |            |           |              |                         |                                  |          |          |
| 2006 - Barrage (groupe mondial I) - Chine - Allemagne - 4 : 1  |            |           |              |                         |                                  |          |          |
| 1                                                              | 15/07/2006 | Pékin     | Dur (int.)   | Li Na                   | Kristina Barrois                 | 6-3, 6-4 | Parcours |
| 1                                                              | 15/07/2006 | Pékin     | Dur (int.)   | Yan Zi Zheng Jie        | Kristina Barrois Jasmin Wöhr     | 6-3, 6-4 | Parcours |
|                                                                |            |           |              |                         |                                  |          |          |
| 2010 - Barrage (groupe mondial I) - Allemagne - France - 2 : 3 |            |           |              |                         |                                  |          |          |
| 2                                                              | 24/04/2010 | Francfort | Terre (ext.) | Julie Coin Alizé Cornet | Kristina Barrois Andrea Petkovic | 6-3, 6-1 | Parcours |

## Classements WTA en fin de saison

### En simple
| Année | 2005 | 2006 | 2007 | 2008 | 2009 | 2010 | 2011 | 2012 | 2013 | 2014 |
| Rang  | 211  | 124  | 192  | 87   | 80   | 80   | 91   | 276  | 244  | 272  |

Source : (en) « Classements de Kristina Barrois », sur le site officiel du WTA Tour

### En double
| Année | 2005 | 2006 | 2007 | 2008 | 2009 | 2010 | 2011 | 2012 | 2013 | 2014 |
| Rang  | 260  | 193  | 322  | 178  | 85   | 77   | 63   | 85   | 74   | 59   |

Source : (en) « Classements de Kristina Barrois », sur le site officiel du WTA Tour